# Lincoln-Zephyr

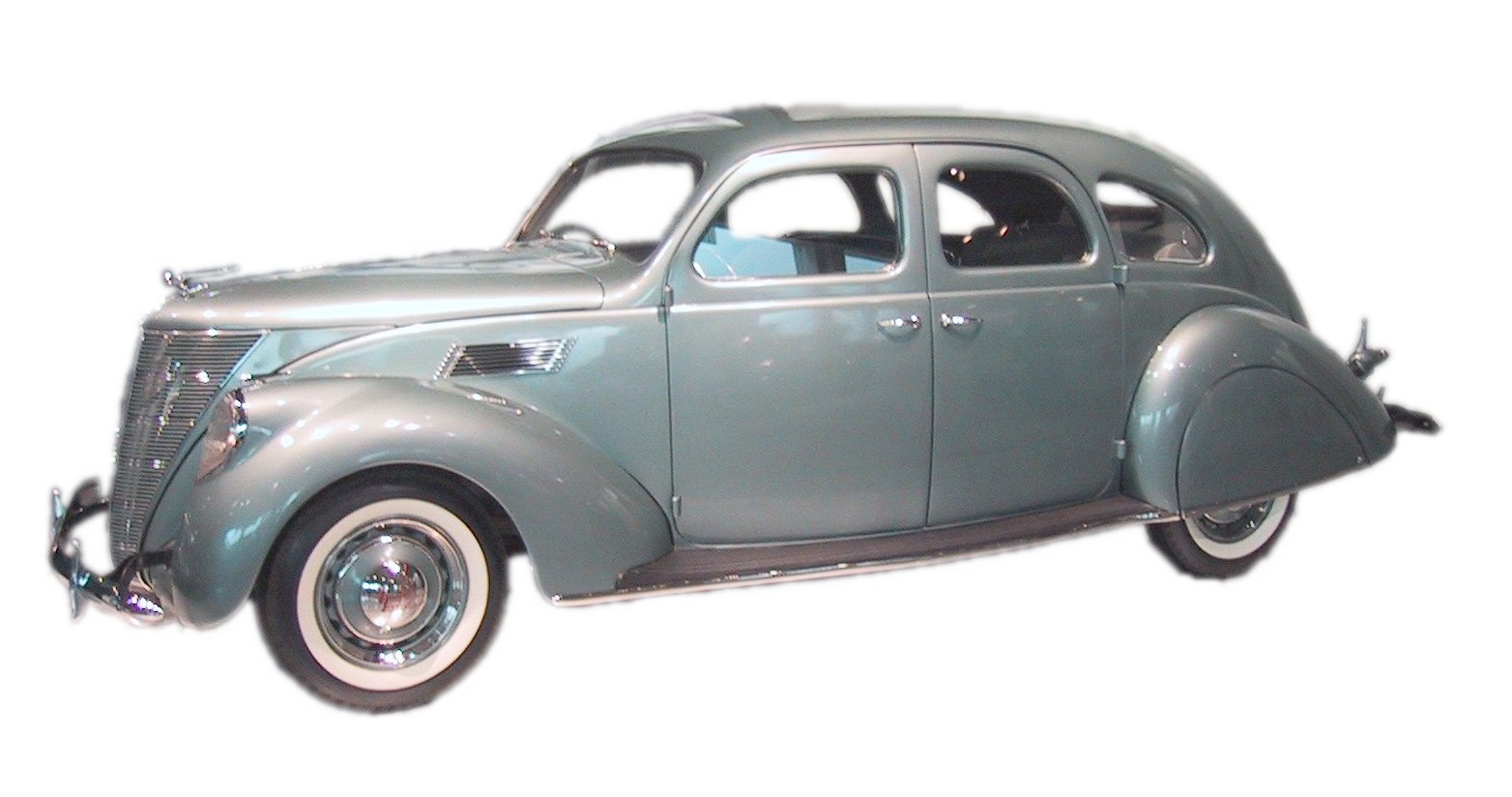
Lincoln Zephyr Series HB (1937)

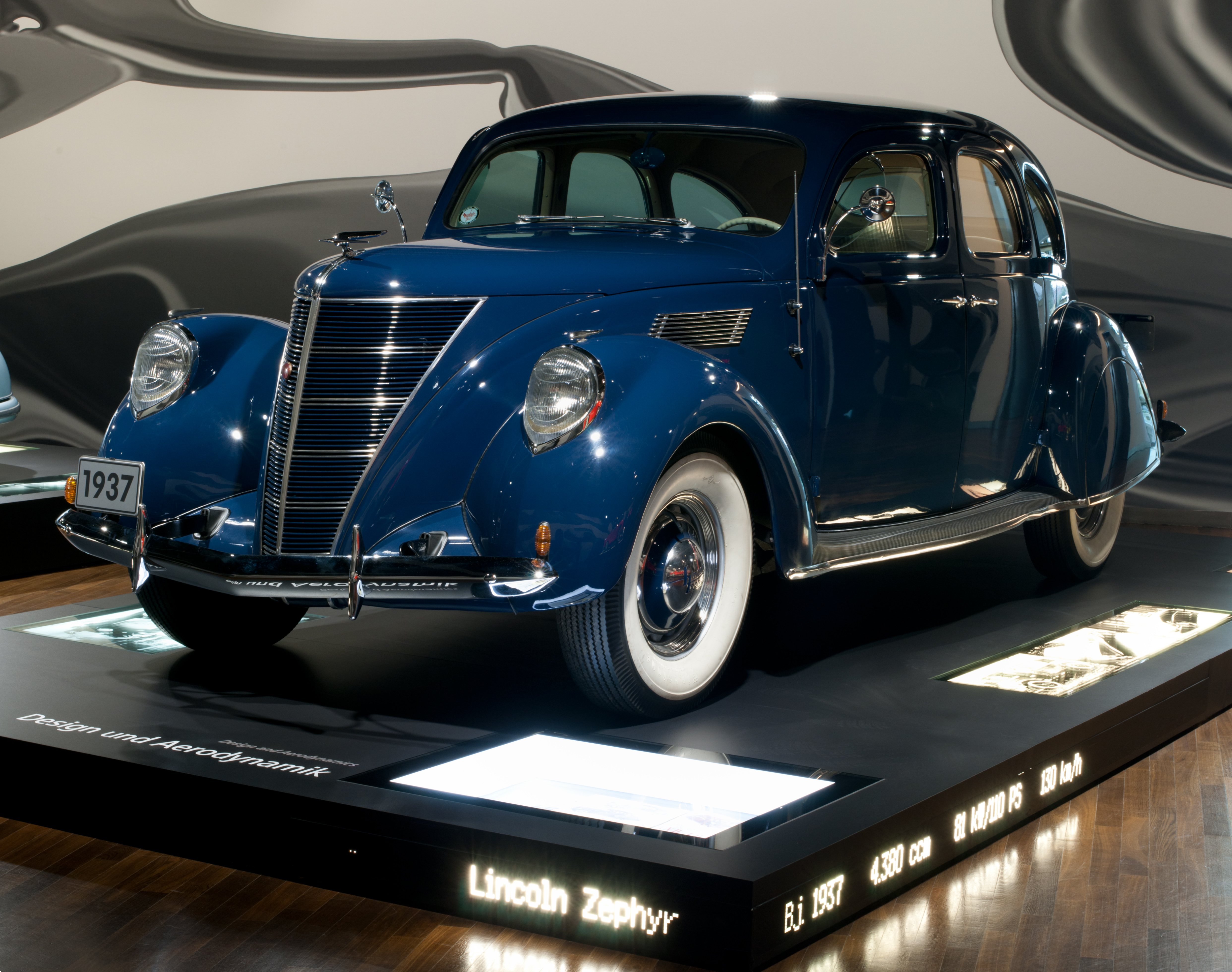

Der Lincoln Zephyr ist ein Automobil, das 1936 auf der New York Auto Show vorgestellt wurde.

## Geschichte
Der Zephyr war kleiner und billiger als der Lincoln Modell K. Die USA hatten sich wieder einigermaßen von der 1929 begonnenen Weltwirtschaftskrise erholt und Lincoln konnte mit den Zephyr eine deutlich breitere Käuferschicht erreichen, als mit dem K in den Jahren zuvor. Für die Marke Lincoln war der Zephyr der Durchbruch, der die Marktherrschaft im Segment der US-Luxusfahrzeuge sicherte. Dieser Wettbewerbsvorsprung konnte 62 Jahre lang bis zuletzt 1998 gesichert werden.

## Design
Das radikale und damals moderne Stromliniendesign von John Tjaarda sorgte für großes Aufsehen. Tjaarda hatte sich am „Briggs Dream Car“ orientiert, einem Konzeptfahrzeug mit Heckmotor, das 2 Jahre zuvor von ihm für Ford und die Weltausstellung in Chicago gestaltet worden war. Die Karosserie aus Stahl ist mit dem Bodenrahmen verschweißt und trägt mit; es gibt kein separates Chassis. Das Reserverad liegt hinten unter einer Klappe, davor ist der durch Umlegen der Rückbank zugängliche Kofferraum.

## Modelle
Die Limousine (Sedan) gab es ab 1936 mit 2 oder 4 Türen.
Ein 3-Fenster-Coupé wurde der Modellreihe 1937 hinzugefügt.
Ab 1938 war der Lincoln Zephyr mit klappbarem Stoffverdeck als 2-türiges „Convertible Coupé“ und als 4-türiger „Sedan Convertible“ erhältlich. Als die USA in den Zweiten Weltkrieg eintrat, beendete sie die Produktion aller zivilen Fahrzeuge. Zwischen 1942 und 1946 wurde der Zephyr nicht gebaut.

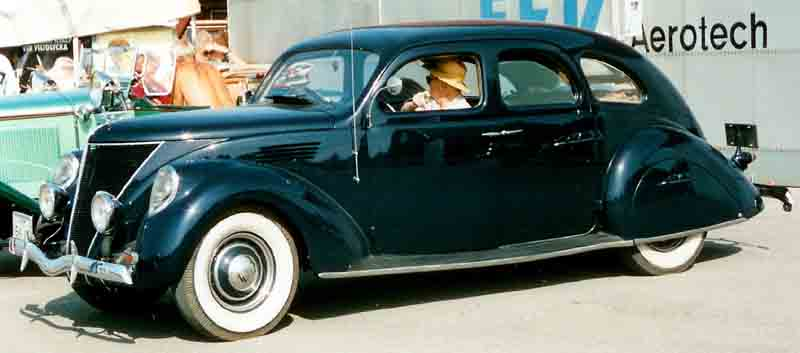
Lincoln Zephyr Sedan 4 Türen (1936)
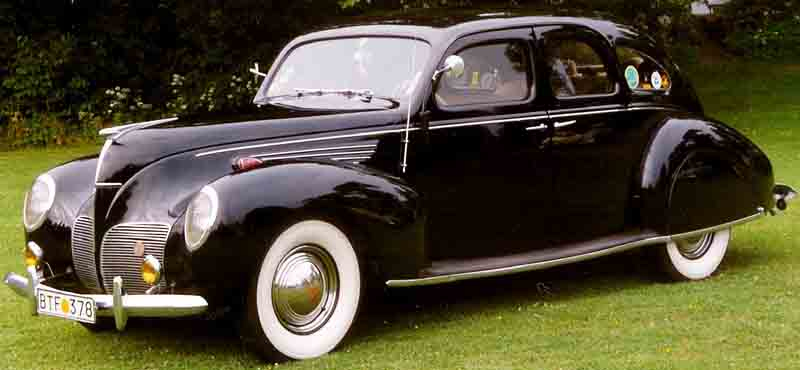
Lincoln Zephyr (1938)
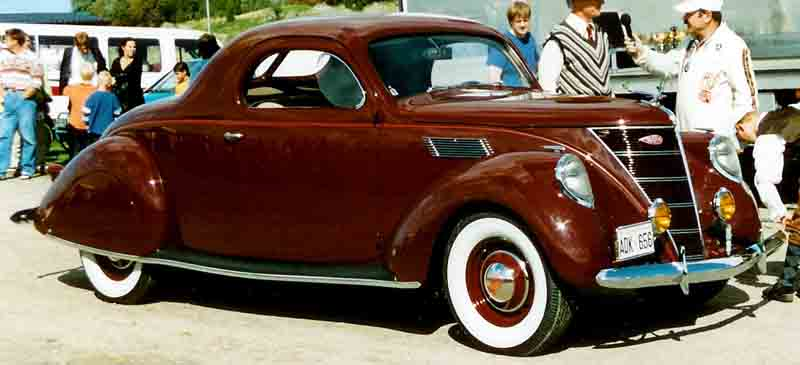
Lincoln Zephyr Coupé (1937)
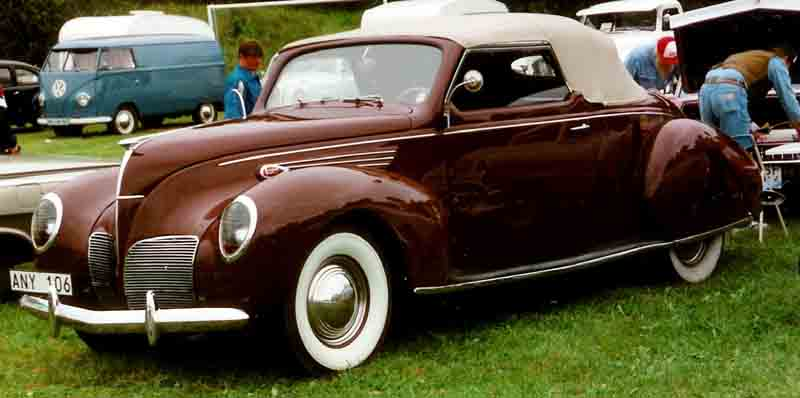
Lincoln Zephyr Convertible Coupe (1938)
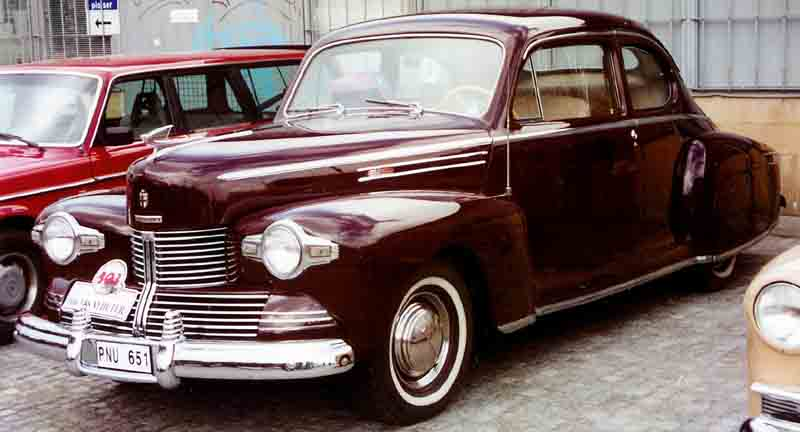
Lincoln Zephyr Club Coupé (1942)
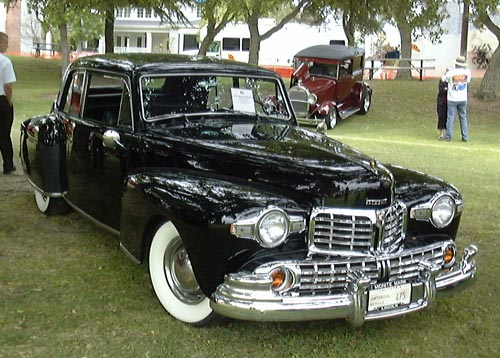
Lincoln Continental 1948

### Lincoln Zephyr Continental (1940–1948)
Die Bezeichnung „Continental“ wurde ab 1940 für eine Ausstattungsvariante des Lincoln Zephyr (einer Limousine) verwendet. Der Wagen wurde ab 1940 als Coupé und als Cabriolet gefertigt. Obwohl der Wagen von Sammlern gerne als Mark I bezeichnet wird, kam die Bezeichnung „Mark“ erst mit dem Erscheinen des Mark II auf. Die Bezeichnung des Wagens lautete einfach Lincoln Continental. Im Erscheinungsjahr 1940 lautete die Bezeichnung „Lincoln Zephyr Continental“ für beide Karosserievarianten. Es existieren auch Hinweise und Fotos von einem 1939er-Continental. Es sind Fotos des Prototyps, der von Edsel Ford gefahren wurde.

## Technik

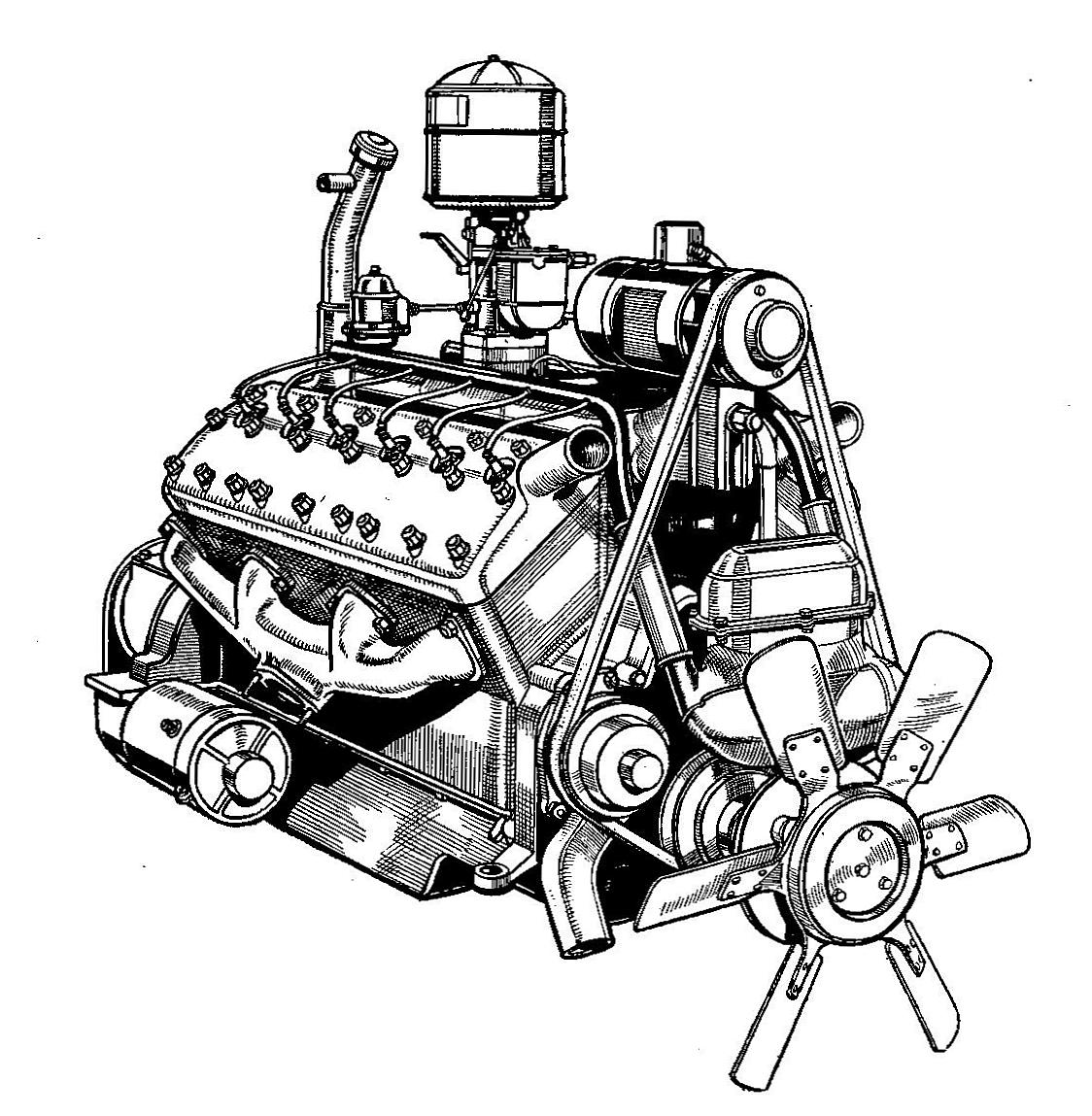
Der Ventilator sitzt direkt auf der Kurbelwelle

1932 war die Entwicklung des neuen V-12-Motors (Lincoln L-Head) mit 75° Bankwinkel abgeschlossen und er wurde in Serie gebaut. Der Motor war ein herkömmlicher „Flathead“ oder „Seitenventilmotor“ mit kurzer Verbindung über Stößel zwischen Nockenwelle und Ventilen. Die vierfach gelagerte, aus legiertem Stahl gegossene Kurbelwelle trieb die zentrale Nockenwelle über einen einfachen Zahnradtrieb an. Mit einer Bohrung von 69,85 und einem Hub von 95,25 mm (23/4”×33/4”) ergab sich der Hubraum zu 4380 cm³. Mit Doppelfallstromvergaser und einer Verdichtung von 6,7:1 leistet der Motor maximal 110 hp (82 kW) bei 3800 Umdrehungen pro Minute.
Eine der Konstruktionsvorgaben war es, möglichst viele Komponenten des Ford V8 auch für diesen Motor zu verwenden. Dies trug dazu bei, dass der Zephyr der preisgünstigste V12 auf dem US-Markt war. Die Zylinderköpfe waren aus Aluminium und die Kolben aus Gussstahl. Die Auslasskanäle waren wie beim V-8 durch den Block geführt. Die Kraft wurde über eine Einscheibentrockenkupplung und ein Dreiganggetriebe mit synchronisiertem zweiten und dritten Gang auf die Hinterräder übertragen. Das Fahrwerk mit Deichselachsen (vorn geschoben) und Querblattfedern entsprach prinzipiell dem des Ford Model T oder des A, immerhin mit hydraulischen Stoßdämpfern. Die Bremse bestand aus mechanisch betätigten Trommelbremsen an allen Rädern. Die Lenkung arbeitete mit Schnecke und Rolle.
Die 5150 mm lange viertürige Limousine mit 3100 mm Radstand, 1420 mm Spurweite vorn und 1480 mm hinten wog leer 1565 kg.